# Stenophylax libana
Stenophylax libana là một loài Trichoptera trong họ Limnephilidae. Chúng phân bố ở miền Cổ bắc.